# Vuelta a Colombia 2025
La 75.ª edición de la Vuelta a Colombia fue una carrera de ciclismo en ruta por etapas que se celebró entre el 1 y el 10 de agosto de 2025 con inicio en la ciudad de Yopal y final en la ciudad de Bogotá en Colombia. El recorrido inicialmente planteado por la organización constaba de un total de 10 etapas sobre una distancia total inicial de 1822,2 km el cual tuvo una primera reducción de 182,8 km por ajustes al recorrido de las etapas 3 y 4y posteriormente una segunda reducción 150,9 km por cancelación de la quinta etapa de la carrera bloqueos viales ocasionados por el Paro Minero en Boyacá. corriendose finalmente una distancia de 1488,5 km en un total de 9 etapas.
La carrera hizo parte del circuito UCI America Tour 2025 dentro de la categoría 2.2 y fue ganada por el ciclista cundinamarqués Rodrigo Contreras del NU Colombia, quien completó su segunda victoria en esta carrera. El podio lo completaron los ciclistas Diego Camargo del Team Medellín-EPM y Yeison Reyes del Orgullo Paisa.

## Equipos participantes
Tomaron la partida un total de 24 equipos, de los cuales 8 son de categoría Continental y 16 aficionados, quienes conformaron un pelotón de 164 ciclistas de los cuales terminaron 105. Los equipos participantes fueron:
| Equipos continentales (8)- Team Sistecrédito - NU Colombia - Team Medellín-EPM - GW Erco Shimano - Movistar Best PC - Canel's-Java - Pío Rico Cycling Team - Universe Cycling Team Equipos ciclistas aficionados (15)- Orgullo Paisa - Avinal-Alcaldía de Carmen de Viboral - 7C-Economy-Lacoinex - Alc. de Manizales-100% Huevos-Gob. de Caldas - EBSA Empresa de Energía Boyacá - Boyacá es para Vivirla - Chía ciudad de la Luna-Strongman - Origenes Coffee - CRIC Nacional - Funrv Team-Valle - Team Garroteros - Fundecom-Tour & Nativa - 4WD Rent a Car-Facatativa - Fuerzas Armadas-Ejército Nacional - Tolima es Pasión - Alcaldía de Ipiales Equipo regional y de club- Hino-One-La Red |
| |

## Etapas
| Etapa      | Fecha     | Recorrido                     | type                    | Distancia (km) | Ganador           | Líder             |
| ---------- | --------- | ----------------------------- | ----------------------- | -------------- | ----------------- | ----------------- |
| 1.ª etapa  | 1 de ago  | Yopal – Yopal                 | etapa escarpada         | 206            | Wilmar Paredes    | Wilmar Paredes    |
| 2.ª etapa  | 2 de ago  | Yopal – Alto del Porvenir     | etapa de media montaña  | 152,7          | Sebastián Castaño | Sebastián Castaño |
| 3.ª etapa  | 3 de ago  | Pajarito – Aquitania          | contrarreloj individual | 33,2           | Rodrigo Contreras | Rodrigo Contreras |
| 4.ª etapa  | 4 de ago  | Duitama – Duitama             | etapa escarpada         | 152            | Diego Camargo     | Rodrigo Contreras |
| 5.ª etapa  | 5 de ago  | Duitama – Tocancipá           | etapa de media montaña  | 150,9          | etapa cancelada   | Rodrigo Contreras |
| 6.ª etapa  | 6 de ago  | Mosquera – Alto de La Línea   | etapa de montaña        | 232            | Yeison Reyes      | Rodrigo Contreras |
| 7.ª etapa  | 7 de ago  | Armenia – Santiago de Cali    | etapa llana             | 185,2          | Wilmar Paredes    | Rodrigo Contreras |
| 8.ª etapa  | 8 de ago  | Santiago de Cali – La Tebaida | etapa de montaña        | 171,4          | Alejandro Osorio  | Rodrigo Contreras |
| 9.ª etapa  | 9 de ago  | Alvarado – Alto del Vino      | etapa de montaña        | 217            | Diego Camargo     | Rodrigo Contreras |
| 10.ª etapa | 10 de ago | Sopó – Bogotá                 | etapa de media montaña  | 139            | Edgar Pinzón      | Rodrigo Contreras |

## Desarrollo de la carrera

### 1.ª etapa
| Yopal - Yopal | etapa escarpada | (206 km) |

| \| Clasificación de la etapa \| Clasificación de la etapa \| Clasificación de la etapa \| Clasificación de la etapa \| Clasificación de la etapa \| \| Ciclista \| Ciclista \| Equipo \| Tiempo \| \| \| ------------------------- \| ------------------------- \| ------------------------- \| ------------------------- \| ------------------------- \| \| 1.º \| Wilmar Paredes \| Team Medellín-EPM \| 4 h 40 min 51 s \| \| \| 2.º \| Cristian Damián Vélez \| GW Erco Shimano \| + 0 s \| \| \| 3.º \| Alejandro Osorio \| Orgullo Paisa \| + 0 s \| \| \| 4.º \| Jhonatan Restrepo \| Orgullo Paisa \| + 0 s \| \| \| 5.º \| Anderson Castro \| Boyacá es para Vivirla \| + 0 s \| \| \| 6.º \| Óscar Quiroz \| NU Colombia \| + 0 s \| \| \| 7.º \| Carlos Alberto Gutiérrez \| Movistar Best PC \| + 0 s \| \| \| 8.º \| Sebastián Brenes \| Canel's-Java \| + 0 s \| \| \| 9.º \| Byron Guamá \| Movistar Best PC \| + 0 s \| \| \| 10.º \| José Manuel Aramayo \| Pío Rico Cycling Team \| + 0 s \| \| |                          |                        |                 |
| |                          |                        |                 |
| Fuente: ProCyclingStats |                          |                        |                 |
| Clasificación de la etapa |                          |                        |                 |
| Ciclista | Ciclista                 | Equipo                 | Tiempo          |
| 1.º | Wilmar Paredes           | Team Medellín-EPM      | 4 h 40 min 51 s |
| 2.º | Cristian Damián Vélez    | GW Erco Shimano        | + 0 s           |
| 3.º | Alejandro Osorio         | Orgullo Paisa          | + 0 s           |
| 4.º | Jhonatan Restrepo        | Orgullo Paisa          | + 0 s           |
| 5.º | Anderson Castro          | Boyacá es para Vivirla | + 0 s           |
| 6.º | Óscar Quiroz             | NU Colombia            | + 0 s           |
| 7.º | Carlos Alberto Gutiérrez | Movistar Best PC       | + 0 s           |
| 8.º | Sebastián Brenes         | Canel's-Java           | + 0 s           |
| 9.º | Byron Guamá              | Movistar Best PC       | + 0 s           |
| 10.º | José Manuel Aramayo      | Pío Rico Cycling Team  | + 0 s           |

| \| Clasificación general \| Clasificación general \| Clasificación general \| Clasificación general \| Clasificación general \| \| Ciclista \| Ciclista \| Equipo \| Tiempo \| \| \| --------------------- \| ------------------------ \| ---------------------- \| --------------------- \| --------------------- \| \| 1.º \| Wilmar Paredes \| Team Medellín-EPM \| 4 h 40 min 41 s \| \| \| 2.º \| Sebastian Calderón \| 7C-Economy-Lacoinex \| + 3 s \| \| \| 3.º \| Cristian Damián Vélez \| GW Erco Shimano \| + 4 s \| \| \| 4.º \| Alejandro Osorio \| Orgullo Paisa \| + 6 s \| \| \| 5.º \| Wessel Lange \| Universe Cycling Team \| + 6 s \| \| \| 6.º \| Jhón Jiménez \| 7C-Economy-Lacoinex \| + 7 s \| \| \| 7.º \| Óscar Quiroz \| NU Colombia \| + 8 s \| \| \| 8.º \| Jhonatan Restrepo \| Orgullo Paisa \| + 10 s \| \| \| 9.º \| Anderson Castro \| Boyacá es para Vivirla \| + 10 s \| \| \| 10.º \| Carlos Alberto Gutiérrez \| Movistar Best PC \| + 10 s \| \| |                          |                        |                 |
| |                          |                        |                 |
| Fuente: ProCyclingStats |                          |                        |                 |
| Clasificación general |                          |                        |                 |
| Ciclista | Ciclista                 | Equipo                 | Tiempo          |
| 1.º | Wilmar Paredes           | Team Medellín-EPM      | 4 h 40 min 41 s |
| 2.º | Sebastian Calderón       | 7C-Economy-Lacoinex    | + 3 s           |
| 3.º | Cristian Damián Vélez    | GW Erco Shimano        | + 4 s           |
| 4.º | Alejandro Osorio         | Orgullo Paisa          | + 6 s           |
| 5.º | Wessel Lange             | Universe Cycling Team  | + 6 s           |
| 6.º | Jhón Jiménez             | 7C-Economy-Lacoinex    | + 7 s           |
| 7.º | Óscar Quiroz             | NU Colombia            | + 8 s           |
| 8.º | Jhonatan Restrepo        | Orgullo Paisa          | + 10 s          |
| 9.º | Anderson Castro          | Boyacá es para Vivirla | + 10 s          |
| 10.º | Carlos Alberto Gutiérrez | Movistar Best PC       | + 10 s          |

### 2.ª etapa
| Yopal - Alto del Porvenir | etapa de media montaña | (152,7 km) |

| \| Clasificación de la etapa \| Clasificación de la etapa \| Clasificación de la etapa \| Clasificación de la etapa \| Clasificación de la etapa \| \| Ciclista \| Ciclista \| Equipo \| Tiempo \| \| \| ------------------------- \| ------------------------- \| ------------------------- \| ------------------------- \| ------------------------- \| \| 1.º \| Sebastián Castaño \| Team Sistecrédito \| 3 h 44 min 35 s \| \| \| 2.º \| Yeison Reyes \| Orgullo Paisa \| + 6 s \| \| \| 3.º \| Javier Jamaica \| NU Colombia \| + 6 s \| \| \| 4.º \| Rodrigo Contreras \| NU Colombia \| + 6 s \| \| \| 5.º \| Diego Camargo \| Team Medellín-EPM \| + 6 s \| \| \| 6.º \| Yesid Pira \| Hino-One-La Red \| + 6 s \| \| \| 7.º \| Wilson Peña Molano \| Team Sistecrédito \| + 17 s \| \| \| 8.º \| Sergio Luis Henao \| NU Colombia \| + 51 s \| \| \| 9.º \| Nicolás Paredes \| Hino-One-La Red \| + 51 s \| \| \| 10.º \| Mardoqueo Vásquez \| Hino-One-La Red \| + 51 s \| \| |                    |                   |                 |
| |                    |                   |                 |
| Fuente: ProCyclingStats |                    |                   |                 |
| Clasificación de la etapa |                    |                   |                 |
| Ciclista | Ciclista           | Equipo            | Tiempo          |
| 1.º | Sebastián Castaño  | Team Sistecrédito | 3 h 44 min 35 s |
| 2.º | Yeison Reyes       | Orgullo Paisa     | + 6 s           |
| 3.º | Javier Jamaica     | NU Colombia       | + 6 s           |
| 4.º | Rodrigo Contreras  | NU Colombia       | + 6 s           |
| 5.º | Diego Camargo      | Team Medellín-EPM | + 6 s           |
| 6.º | Yesid Pira         | Hino-One-La Red   | + 6 s           |
| 7.º | Wilson Peña Molano | Team Sistecrédito | + 17 s          |
| 8.º | Sergio Luis Henao  | NU Colombia       | + 51 s          |
| 9.º | Nicolás Paredes    | Hino-One-La Red   | + 51 s          |
| 10.º | Mardoqueo Vásquez  | Hino-One-La Red   | + 51 s          |

| \| Clasificación general \| Clasificación general \| Clasificación general \| Clasificación general \| Clasificación general \| \| Ciclista \| Ciclista \| Equipo \| Tiempo \| \| \| --------------------- \| ------------------------ \| --------------------- \| --------------------- \| --------------------- \| \| 1.º \| Sebastián Castaño \| Team Sistecrédito \| 8 h 25 min 16 s \| \| \| 2.º \| Yeison Reyes \| Orgullo Paisa \| + 10 s \| \| \| 3.º \| Javier Jamaica \| NU Colombia \| + 12 s \| \| \| 4.º \| Yesid Pira \| Hino-One-La Red \| + 16 s \| \| \| 5.º \| Diego Camargo \| Team Medellín-EPM \| + 16 s \| \| \| 6.º \| Rodrigo Contreras \| NU Colombia \| + 16 s \| \| \| 7.º \| Wilson Peña Molano \| Team Sistecrédito \| + 27 s \| \| \| 8.º \| Wilmar Paredes \| Team Medellín-EPM \| + 51 s \| \| \| 9.º \| Carlos Alberto Gutiérrez \| Movistar Best PC \| + 1 min 01 s \| \| \| 10.º \| Sergio Luis Henao \| NU Colombia \| + 1 min 01 s \| \| |                          |                   |                 |
| |                          |                   |                 |
| Fuente: ProCyclingStats |                          |                   |                 |
| Clasificación general |                          |                   |                 |
| Ciclista | Ciclista                 | Equipo            | Tiempo          |
| 1.º | Sebastián Castaño        | Team Sistecrédito | 8 h 25 min 16 s |
| 2.º | Yeison Reyes             | Orgullo Paisa     | + 10 s          |
| 3.º | Javier Jamaica           | NU Colombia       | + 12 s          |
| 4.º | Yesid Pira               | Hino-One-La Red   | + 16 s          |
| 5.º | Diego Camargo            | Team Medellín-EPM | + 16 s          |
| 6.º | Rodrigo Contreras        | NU Colombia       | + 16 s          |
| 7.º | Wilson Peña Molano       | Team Sistecrédito | + 27 s          |
| 8.º | Wilmar Paredes           | Team Medellín-EPM | + 51 s          |
| 9.º | Carlos Alberto Gutiérrez | Movistar Best PC  | + 1 min 01 s    |
| 10.º | Sergio Luis Henao        | NU Colombia       | + 1 min 01 s    |

### 3.ª etapa
El recorrido inicialmente planeado fue de 189,1 km entre Aguazul y Guateque, pero este fue modificado por la organización luego de la verificación del estado de las vías, programandóse una contrarreoj individual entre la población de Curisi en el municipio de Pajarito (Boyacá) y la población de Toquilla en el municipio de Aquitania (Boyacá).
| Pajarito - Aquitania | contrarreloj individual | (33,2 km) |

| \| Clasificación de la etapa \| Clasificación de la etapa \| Clasificación de la etapa \| Clasificación de la etapa \| Clasificación de la etapa \| \| Ciclista \| Ciclista \| Equipo \| Tiempo \| \| \| ------------------------- \| ------------------------- \| ------------------------- \| ------------------------- \| ------------------------- \| \| 1.º \| Rodrigo Contreras \| NU Colombia \| 1 h 14 min 26 s \| \| \| 2.º \| Diego Camargo \| Team Medellín-EPM \| + 2 min 36 s \| \| \| 3.º \| Yeison Reyes \| Orgullo Paisa \| + 3 min 51 s \| \| \| 4.º \| Javier Jamaica \| NU Colombia \| + 4 min 36 s \| \| \| 5.º \| Wilson Peña Molano \| Team Sistecrédito \| + 5 min 01 s \| \| \| 6.º \| Yesid Pira \| Hino-One-La Red \| + 5 min 41 s \| \| \| 7.º \| Óscar Fernández \| Team Medellín-EPM \| + 6 min 09 s \| \| \| 8.º \| Juan Diego Alba \| NU Colombia \| + 6 min 15 s \| \| \| 9.º \| Luis Daniel Oses \| 7C-Economy-Lacoinex \| + 6 min 19 s \| \| \| 10.º \| Brayan Sánchez \| Team Medellín-EPM \| + 6 min 33 s \| \| |                    |                     |                 |
| |                    |                     |                 |
| Fuente: ProCyclingStats |                    |                     |                 |
| Clasificación de la etapa |                    |                     |                 |
| Ciclista | Ciclista           | Equipo              | Tiempo          |
| 1.º | Rodrigo Contreras  | NU Colombia         | 1 h 14 min 26 s |
| 2.º | Diego Camargo      | Team Medellín-EPM   | + 2 min 36 s    |
| 3.º | Yeison Reyes       | Orgullo Paisa       | + 3 min 51 s    |
| 4.º | Javier Jamaica     | NU Colombia         | + 4 min 36 s    |
| 5.º | Wilson Peña Molano | Team Sistecrédito   | + 5 min 01 s    |
| 6.º | Yesid Pira         | Hino-One-La Red     | + 5 min 41 s    |
| 7.º | Óscar Fernández    | Team Medellín-EPM   | + 6 min 09 s    |
| 8.º | Juan Diego Alba    | NU Colombia         | + 6 min 15 s    |
| 9.º | Luis Daniel Oses   | 7C-Economy-Lacoinex | + 6 min 19 s    |
| 10.º | Brayan Sánchez     | Team Medellín-EPM   | + 6 min 33 s    |

| \| Clasificación general \| Clasificación general \| Clasificación general \| Clasificación general \| Clasificación general \| \| Ciclista \| Ciclista \| Equipo \| Tiempo \| \| \| --------------------- \| ------------------------ \| --------------------- \| --------------------- \| --------------------- \| \| 1.º \| Rodrigo Contreras \| NU Colombia \| 9 h 39 min 58 s \| \| \| 2.º \| Diego Camargo \| Team Medellín-EPM \| + 2 min 36 s \| \| \| 3.º \| Yeison Reyes \| Orgullo Paisa \| + 3 min 45 s \| \| \| 4.º \| Javier Jamaica \| NU Colombia \| + 4 min 32 s \| \| \| 5.º \| Wilson Peña Molano \| Team Sistecrédito \| + 5 min 12 s \| \| \| 6.º \| Yesid Pira \| Hino-One-La Red \| + 5 min 41 s \| \| \| 7.º \| Sebastián Castaño \| Team Sistecrédito \| + 6 min 20 s \| \| \| 8.º \| Cristian Camilo Muñoz \| NU Colombia \| + 7 min 28 s \| \| \| 9.º \| Óscar Fernández \| Team Medellín-EPM \| + 7 min 49 s \| \| \| 10.º \| Carlos Alberto Gutiérrez \| Movistar Best PC \| + 7 min 57 s \| \| |                          |                   |                 |
| |                          |                   |                 |
| Fuente: ProCyclingStats |                          |                   |                 |
| Clasificación general |                          |                   |                 |
| Ciclista | Ciclista                 | Equipo            | Tiempo          |
| 1.º | Rodrigo Contreras        | NU Colombia       | 9 h 39 min 58 s |
| 2.º | Diego Camargo            | Team Medellín-EPM | + 2 min 36 s    |
| 3.º | Yeison Reyes             | Orgullo Paisa     | + 3 min 45 s    |
| 4.º | Javier Jamaica           | NU Colombia       | + 4 min 32 s    |
| 5.º | Wilson Peña Molano       | Team Sistecrédito | + 5 min 12 s    |
| 6.º | Yesid Pira               | Hino-One-La Red   | + 5 min 41 s    |
| 7.º | Sebastián Castaño        | Team Sistecrédito | + 6 min 20 s    |
| 8.º | Cristian Camilo Muñoz    | NU Colombia       | + 7 min 28 s    |
| 9.º | Óscar Fernández          | Team Medellín-EPM | + 7 min 49 s    |
| 10.º | Carlos Alberto Gutiérrez | Movistar Best PC  | + 7 min 57 s    |

### 4.ª etapa
El recorrido inicialmente planeado fue de 178,9 km entre Guateque y Duitama, pero este fue modificado por la organización luego de la verificación del estado de las vías, encontrando que la mayoría estaban bloqueadas debido al paro, por lo que finalmente se programó un circuito en la ciudad de Duitama.
| Duitama - Duitama | etapa escarpada | (152 km) |

| \| Clasificación de la etapa \| Clasificación de la etapa \| Clasificación de la etapa \| Clasificación de la etapa \| Clasificación de la etapa \| \| Ciclista \| Ciclista \| Equipo \| Tiempo \| \| \| ------------------------- \| ------------------------- \| ------------------------------ \| ------------------------- \| ------------------------- \| \| 1.º \| Diego Camargo \| Team Medellín-EPM \| 2 h 42 min 27 s \| \| \| 2.º \| Rodrigo Contreras \| NU Colombia \| + 1 s \| \| \| 3.º \| Wilson Peña Molano \| Team Sistecrédito \| + 2 s \| \| \| 4.º \| Javier Jamaica \| NU Colombia \| + 30 s \| \| \| 5.º \| Yeison Reyes \| Orgullo Paisa \| + 36 s \| \| \| 6.º \| Cristian Camilo Muñoz \| NU Colombia \| + 40 s \| \| \| 7.º \| Luis Daniel Oses \| 7C-Economy-Lacoinex \| + 50 s \| \| \| 8.º \| Edgar Pinzón \| GW Erco Shimano \| + 55 s \| \| \| 9.º \| Robert Andrés Plazas \| EBSA Empresa de Energía Boyacá \| + 59 s \| \| \| 10.º \| Sebastián Castaño \| Team Sistecrédito \| + 1 min 00 s \| \| |                       |                                |                 |
| |                       |                                |                 |
| Fuente: ProCyclingStats |                       |                                |                 |
| Clasificación de la etapa |                       |                                |                 |
| Ciclista | Ciclista              | Equipo                         | Tiempo          |
| 1.º | Diego Camargo         | Team Medellín-EPM              | 2 h 42 min 27 s |
| 2.º | Rodrigo Contreras     | NU Colombia                    | + 1 s           |
| 3.º | Wilson Peña Molano    | Team Sistecrédito              | + 2 s           |
| 4.º | Javier Jamaica        | NU Colombia                    | + 30 s          |
| 5.º | Yeison Reyes          | Orgullo Paisa                  | + 36 s          |
| 6.º | Cristian Camilo Muñoz | NU Colombia                    | + 40 s          |
| 7.º | Luis Daniel Oses      | 7C-Economy-Lacoinex            | + 50 s          |
| 8.º | Edgar Pinzón          | GW Erco Shimano                | + 55 s          |
| 9.º | Robert Andrés Plazas  | EBSA Empresa de Energía Boyacá | + 59 s          |
| 10.º | Sebastián Castaño     | Team Sistecrédito              | + 1 min 00 s    |

| \| Clasificación general \| Clasificación general \| Clasificación general \| Clasificación general \| Clasificación general \| \| Ciclista \| Ciclista \| Equipo \| Tiempo \| \| \| --------------------- \| --------------------- \| --------------------- \| --------------------- \| --------------------- \| \| 1.º \| Rodrigo Contreras \| NU Colombia \| 12 h 22 min 20 s \| \| \| 2.º \| Diego Camargo \| Team Medellín-EPM \| + 2 min 31 s \| \| \| 3.º \| Yeison Reyes \| Orgullo Paisa \| + 4 min 26 s \| \| \| 4.º \| Javier Jamaica \| NU Colombia \| + 5 min 07 s \| \| \| 5.º \| Wilson Peña Molano \| Team Sistecrédito \| + 5 min 15 s \| \| \| 6.º \| Yesid Pira \| Hino-One-La Red \| + 6 min 58 s \| \| \| 7.º \| Sebastián Castaño \| Team Sistecrédito \| + 7 min 25 s \| \| \| 8.º \| Cristian Camilo Muñoz \| NU Colombia \| + 8 min 13 s \| \| \| 9.º \| Óscar Fernández \| Team Medellín-EPM \| + 8 min 54 s \| \| \| 10.º \| Luis Daniel Oses \| 7C-Economy-Lacoinex \| + 9 min 09 s \| \| |                       |                     |                  |
| |                       |                     |                  |
| Fuente: ProCyclingStats |                       |                     |                  |
| Clasificación general |                       |                     |                  |
| Ciclista | Ciclista              | Equipo              | Tiempo           |
| 1.º | Rodrigo Contreras     | NU Colombia         | 12 h 22 min 20 s |
| 2.º | Diego Camargo         | Team Medellín-EPM   | + 2 min 31 s     |
| 3.º | Yeison Reyes          | Orgullo Paisa       | + 4 min 26 s     |
| 4.º | Javier Jamaica        | NU Colombia         | + 5 min 07 s     |
| 5.º | Wilson Peña Molano    | Team Sistecrédito   | + 5 min 15 s     |
| 6.º | Yesid Pira            | Hino-One-La Red     | + 6 min 58 s     |
| 7.º | Sebastián Castaño     | Team Sistecrédito   | + 7 min 25 s     |
| 8.º | Cristian Camilo Muñoz | NU Colombia         | + 8 min 13 s     |
| 9.º | Óscar Fernández       | Team Medellín-EPM   | + 8 min 54 s     |
| 10.º | Luis Daniel Oses      | 7C-Economy-Lacoinex | + 9 min 09 s     |

### 5.ª etapa
| Duitama - Tocancipá | etapa de media montaña | (150,9 km) |

La organización de la Vuelta a Colombia 2025, junto con la Federación Colombiana de Ciclismo, anunciaron la cancelación de la quinta etapa entre Duitama y Tocancipá, debido a los bloqueos viales ocasionados por el Paro Minero en Boyacá. La decisión, fue tomada en consenso con los directores deportivos, buscando priorizar la seguridad de todos los participantes y aprovechar la jornada para trasladar la caravana por una ruta alterna segura hacia Bogotá para la disputa de la sexta etapa entre Mosquera y el Alto de La Línea.

### 6.ª etapa
| Mosquera - Alto de La Línea | etapa de montaña | (232 km) |

| \| Clasificación de la etapa \| Clasificación de la etapa \| Clasificación de la etapa \| Clasificación de la etapa \| Clasificación de la etapa \| \| Ciclista \| Ciclista \| Equipo \| Tiempo \| \| \| ------------------------- \| ------------------------- \| ------------------------------ \| ------------------------- \| ------------------------- \| \| 1.º \| Yeison Reyes \| Orgullo Paisa \| 6 h 04 min 00 s \| \| \| 2.º \| Diego Camargo \| Team Medellín-EPM \| + 1 min 05 s \| \| \| 3.º \| Yonathan Miguel Eugenio \| EBSA Empresa de Energía Boyacá \| + 1 min 05 s \| \| \| 4.º \| Edgar Pinzón \| GW Erco Shimano \| + 1 min 11 s \| \| \| 5.º \| Sebastián Castaño \| Team Sistecrédito \| + 1 min 35 s \| \| \| 6.º \| Rodrigo Contreras \| NU Colombia \| + 2 min 26 s \| \| \| 7.º \| Danny Osorio \| 4WD Rent a Car-Facatativa \| + 2 min 45 s \| \| \| 8.º \| Bryan Obando \| Movistar Best PC \| + 2 min 57 s \| \| \| 9.º \| Robert Andrés Plazas \| EBSA Empresa de Energía Boyacá \| + 2 min 57 s \| \| \| 10.º \| Mauricio Zapata \| GW Erco Shimano \| + 3 min 09 s \| \| |                         |                                |                 |
| |                         |                                |                 |
| Fuente: ProCyclingStats |                         |                                |                 |
| Clasificación de la etapa |                         |                                |                 |
| Ciclista | Ciclista                | Equipo                         | Tiempo          |
| 1.º | Yeison Reyes            | Orgullo Paisa                  | 6 h 04 min 00 s |
| 2.º | Diego Camargo           | Team Medellín-EPM              | + 1 min 05 s    |
| 3.º | Yonathan Miguel Eugenio | EBSA Empresa de Energía Boyacá | + 1 min 05 s    |
| 4.º | Edgar Pinzón            | GW Erco Shimano                | + 1 min 11 s    |
| 5.º | Sebastián Castaño       | Team Sistecrédito              | + 1 min 35 s    |
| 6.º | Rodrigo Contreras       | NU Colombia                    | + 2 min 26 s    |
| 7.º | Danny Osorio            | 4WD Rent a Car-Facatativa      | + 2 min 45 s    |
| 8.º | Bryan Obando            | Movistar Best PC               | + 2 min 57 s    |
| 9.º | Robert Andrés Plazas    | EBSA Empresa de Energía Boyacá | + 2 min 57 s    |
| 10.º | Mauricio Zapata         | GW Erco Shimano                | + 3 min 09 s    |

| \| Clasificación general \| Clasificación general \| Clasificación general \| Clasificación general \| Clasificación general \| \| Ciclista \| Ciclista \| Equipo \| Tiempo \| \| \| --------------------- \| ----------------------- \| ------------------------------ \| --------------------- \| --------------------- \| \| 1.º \| Rodrigo Contreras \| NU Colombia \| 18 h 28 min 46 s \| \| \| 2.º \| Diego Camargo \| Team Medellín-EPM \| + 1 min 04 s \| \| \| 3.º \| Yeison Reyes \| Orgullo Paisa \| + 1 min 50 s \| \| \| 4.º \| Sebastián Castaño \| Team Sistecrédito \| + 6 min 34 s \| \| \| 5.º \| Yonathan Miguel Eugenio \| EBSA Empresa de Energía Boyacá \| + 8 min 03 s \| \| \| 6.º \| Yesid Pira \| Hino-One-La Red \| + 10 min 10 s \| \| \| 7.º \| Edgar Pinzón \| GW Erco Shimano \| + 11 min 06 s \| \| \| 8.º \| Daniel Méndez \| Orgullo Paisa \| + 11 min 59 s \| \| \| 9.º \| Mauricio Zapata \| GW Erco Shimano \| + 12 min 23 s \| \| \| 10.º \| Bryan Obando \| Movistar Best PC \| + 13 min 21 s \| \| |                         |                                |                  |
| |                         |                                |                  |
| Fuente: ProCyclingStats |                         |                                |                  |
| Clasificación general |                         |                                |                  |
| Ciclista | Ciclista                | Equipo                         | Tiempo           |
| 1.º | Rodrigo Contreras       | NU Colombia                    | 18 h 28 min 46 s |
| 2.º | Diego Camargo           | Team Medellín-EPM              | + 1 min 04 s     |
| 3.º | Yeison Reyes            | Orgullo Paisa                  | + 1 min 50 s     |
| 4.º | Sebastián Castaño       | Team Sistecrédito              | + 6 min 34 s     |
| 5.º | Yonathan Miguel Eugenio | EBSA Empresa de Energía Boyacá | + 8 min 03 s     |
| 6.º | Yesid Pira              | Hino-One-La Red                | + 10 min 10 s    |
| 7.º | Edgar Pinzón            | GW Erco Shimano                | + 11 min 06 s    |
| 8.º | Daniel Méndez           | Orgullo Paisa                  | + 11 min 59 s    |
| 9.º | Mauricio Zapata         | GW Erco Shimano                | + 12 min 23 s    |
| 10.º | Bryan Obando            | Movistar Best PC               | + 13 min 21 s    |

### 7.ª etapa
| Armenia - Santiago de Cali | etapa llana | (185,2 km) |

| \| Clasificación de la etapa \| Clasificación de la etapa \| Clasificación de la etapa \| Clasificación de la etapa \| Clasificación de la etapa \| \| Ciclista \| Ciclista \| Equipo \| Tiempo \| \| \| ------------------------- \| ------------------------- \| ------------------------- \| ------------------------- \| ------------------------- \| \| 1.º \| Wilmar Paredes \| Team Medellín-EPM \| 3 h 39 min 53 s \| \| \| 2.º \| Cristian Damián Vélez \| GW Erco Shimano \| + 0 s \| \| \| 3.º \| Kevin David Castillo \| Team Sistecrédito \| + 0 s \| \| \| 4.º \| Jhonatan Restrepo \| Orgullo Paisa \| + 0 s \| \| \| 5.º \| Alejandro Osorio \| Orgullo Paisa \| + 0 s \| \| \| 6.º \| Leison Damián Maca \| CRIC Nacional \| + 0 s \| \| \| 7.º \| Jymmi Santiago Montenegro \| Movistar Best PC \| + 0 s \| \| \| 8.º \| Óscar Fernández \| Team Medellín-EPM \| + 0 s \| \| \| 9.º \| Bart Buijk \| Universe Cycling Team \| + 0 s \| \| \| 10.º \| Nicolás Paredes \| Hino-One-La Red \| + 0 s \| \| |                           |                       |                 |
| |                           |                       |                 |
| Fuente: ProCyclingStats |                           |                       |                 |
| Clasificación de la etapa |                           |                       |                 |
| Ciclista | Ciclista                  | Equipo                | Tiempo          |
| 1.º | Wilmar Paredes            | Team Medellín-EPM     | 3 h 39 min 53 s |
| 2.º | Cristian Damián Vélez     | GW Erco Shimano       | + 0 s           |
| 3.º | Kevin David Castillo      | Team Sistecrédito     | + 0 s           |
| 4.º | Jhonatan Restrepo         | Orgullo Paisa         | + 0 s           |
| 5.º | Alejandro Osorio          | Orgullo Paisa         | + 0 s           |
| 6.º | Leison Damián Maca        | CRIC Nacional         | + 0 s           |
| 7.º | Jymmi Santiago Montenegro | Movistar Best PC      | + 0 s           |
| 8.º | Óscar Fernández           | Team Medellín-EPM     | + 0 s           |
| 9.º | Bart Buijk                | Universe Cycling Team | + 0 s           |
| 10.º | Nicolás Paredes           | Hino-One-La Red       | + 0 s           |

| \| Clasificación general \| Clasificación general \| Clasificación general \| Clasificación general \| Clasificación general \| \| Ciclista \| Ciclista \| Equipo \| Tiempo \| \| \| --------------------- \| ----------------------- \| ------------------------------ \| --------------------- \| --------------------- \| \| 1.º \| Rodrigo Contreras \| NU Colombia \| 22 h 15 min 22 s \| \| \| 2.º \| Diego Camargo \| Team Medellín-EPM \| + 1 min 04 s \| \| \| 3.º \| Yonathan Miguel Eugenio \| EBSA Empresa de Energía Boyacá \| + 1 min 20 s \| \| \| 4.º \| Yeison Reyes \| Orgullo Paisa \| + 1 min 50 s \| \| \| 5.º \| Sebastián Castaño \| Team Sistecrédito \| + 6 min 34 s \| \| \| 6.º \| Robinson López \| GW Erco Shimano \| + 7 min 13 s \| \| \| 7.º \| Juan Diego Alba \| NU Colombia \| + 8 min 25 s \| \| \| 8.º \| Yesid Pira \| Hino-One-La Red \| + 10 min 10 s \| \| \| 9.º \| Edgar Pinzón \| GW Erco Shimano \| + 11 min 06 s \| \| \| 10.º \| Daniel Méndez \| Orgullo Paisa \| + 11 min 59 s \| \| |                         |                                |                  |
| |                         |                                |                  |
| Fuente: ProCyclingStats |                         |                                |                  |
| Clasificación general |                         |                                |                  |
| Ciclista | Ciclista                | Equipo                         | Tiempo           |
| 1.º | Rodrigo Contreras       | NU Colombia                    | 22 h 15 min 22 s |
| 2.º | Diego Camargo           | Team Medellín-EPM              | + 1 min 04 s     |
| 3.º | Yonathan Miguel Eugenio | EBSA Empresa de Energía Boyacá | + 1 min 20 s     |
| 4.º | Yeison Reyes            | Orgullo Paisa                  | + 1 min 50 s     |
| 5.º | Sebastián Castaño       | Team Sistecrédito              | + 6 min 34 s     |
| 6.º | Robinson López          | GW Erco Shimano                | + 7 min 13 s     |
| 7.º | Juan Diego Alba         | NU Colombia                    | + 8 min 25 s     |
| 8.º | Yesid Pira              | Hino-One-La Red                | + 10 min 10 s    |
| 9.º | Edgar Pinzón            | GW Erco Shimano                | + 11 min 06 s    |
| 10.º | Daniel Méndez           | Orgullo Paisa                  | + 11 min 59 s    |

### 8.ª etapa
| Santiago de Cali - La Tebaida | etapa de montaña | (171,4 km) |

| \| Clasificación de la etapa \| Clasificación de la etapa \| Clasificación de la etapa \| Clasificación de la etapa \| Clasificación de la etapa \| \| Ciclista \| Ciclista \| Equipo \| Tiempo \| \| \| ------------------------- \| ------------------------- \| -------------------------------------------- \| ------------------------- \| ------------------------- \| \| 1.º \| Alejandro Osorio \| Orgullo Paisa \| 3 h 35 min 23 s \| \| \| 2.º \| José Manuel Aramayo \| Pío Rico Cycling Team \| + 0 s \| \| \| 3.º \| Kevin David Castillo \| Team Sistecrédito \| + 0 s \| \| \| 4.º \| Jeferson Ruiz \| GW Erco Shimano \| + 1 s \| \| \| 5.º \| Edgar Torres \| Hino-One-La Red \| + 1 s \| \| \| 6.º \| Daniel David Hoyos \| Alc. de Manizales-100% Huevos-Gob. de Caldas \| + 2 s \| \| \| 7.º \| Kenny Nijssen \| Universe Cycling Team \| + 6 s \| \| \| 8.º \| Juan Felipe Osorio \| Orgullo Paisa \| + 8 s \| \| \| 9.º \| Daniel Arroyave Cañas \| GW Erco Shimano \| + 13 s \| \| \| 10.º \| Julián Cardona \| Team Medellín-EPM \| + 15 s \| \| |                       |                                              |                 |
| |                       |                                              |                 |
| Fuente: ProCyclingStats |                       |                                              |                 |
| Clasificación de la etapa |                       |                                              |                 |
| Ciclista | Ciclista              | Equipo                                       | Tiempo          |
| 1.º | Alejandro Osorio      | Orgullo Paisa                                | 3 h 35 min 23 s |
| 2.º | José Manuel Aramayo   | Pío Rico Cycling Team                        | + 0 s           |
| 3.º | Kevin David Castillo  | Team Sistecrédito                            | + 0 s           |
| 4.º | Jeferson Ruiz         | GW Erco Shimano                              | + 1 s           |
| 5.º | Edgar Torres          | Hino-One-La Red                              | + 1 s           |
| 6.º | Daniel David Hoyos    | Alc. de Manizales-100% Huevos-Gob. de Caldas | + 2 s           |
| 7.º | Kenny Nijssen         | Universe Cycling Team                        | + 6 s           |
| 8.º | Juan Felipe Osorio    | Orgullo Paisa                                | + 8 s           |
| 9.º | Daniel Arroyave Cañas | GW Erco Shimano                              | + 13 s          |
| 10.º | Julián Cardona        | Team Medellín-EPM                            | + 15 s          |

| \| Clasificación general \| Clasificación general \| Clasificación general \| Clasificación general \| Clasificación general \| \| Ciclista \| Ciclista \| Equipo \| Tiempo \| \| \| --------------------- \| ----------------------- \| ------------------------------ \| --------------------- \| --------------------- \| \| 1.º \| Rodrigo Contreras \| NU Colombia \| 25 h 57 min 52 s \| \| \| 2.º \| Diego Camargo \| Team Medellín-EPM \| + 1 min 04 s \| \| \| 3.º \| Yonathan Miguel Eugenio \| EBSA Empresa de Energía Boyacá \| + 1 min 20 s \| \| \| 4.º \| Yeison Reyes \| Orgullo Paisa \| + 1 min 50 s \| \| \| 5.º \| Sebastián Castaño \| Team Sistecrédito \| + 6 min 34 s \| \| \| 6.º \| Robinson López \| GW Erco Shimano \| + 7 min 13 s \| \| \| 7.º \| Juan Diego Alba \| NU Colombia \| + 8 min 25 s \| \| \| 8.º \| Yesid Pira \| Hino-One-La Red \| + 10 min 10 s \| \| \| 9.º \| Edgar Pinzón \| GW Erco Shimano \| + 11 min 06 s \| \| \| 10.º \| Daniel Méndez \| Orgullo Paisa \| + 11 min 59 s \| \| |                         |                                |                  |
| |                         |                                |                  |
| Fuente: ProCyclingStats |                         |                                |                  |
| Clasificación general |                         |                                |                  |
| Ciclista | Ciclista                | Equipo                         | Tiempo           |
| 1.º | Rodrigo Contreras       | NU Colombia                    | 25 h 57 min 52 s |
| 2.º | Diego Camargo           | Team Medellín-EPM              | + 1 min 04 s     |
| 3.º | Yonathan Miguel Eugenio | EBSA Empresa de Energía Boyacá | + 1 min 20 s     |
| 4.º | Yeison Reyes            | Orgullo Paisa                  | + 1 min 50 s     |
| 5.º | Sebastián Castaño       | Team Sistecrédito              | + 6 min 34 s     |
| 6.º | Robinson López          | GW Erco Shimano                | + 7 min 13 s     |
| 7.º | Juan Diego Alba         | NU Colombia                    | + 8 min 25 s     |
| 8.º | Yesid Pira              | Hino-One-La Red                | + 10 min 10 s    |
| 9.º | Edgar Pinzón            | GW Erco Shimano                | + 11 min 06 s    |
| 10.º | Daniel Méndez           | Orgullo Paisa                  | + 11 min 59 s    |

### 9.ª etapa
| Alvarado - Alto del Vino | etapa de montaña | (217 km) |

| \| Clasificación de la etapa \| Clasificación de la etapa \| Clasificación de la etapa \| Clasificación de la etapa \| Clasificación de la etapa \| \| Ciclista \| Ciclista \| Equipo \| Tiempo \| \| \| ------------------------- \| ------------------------- \| ------------------------------ \| ------------------------- \| ------------------------- \| \| 1.º \| Diego Camargo \| Team Medellín-EPM \| 6 h 13 min 51 s \| \| \| 2.º \| Yeison Reyes \| Orgullo Paisa \| + 12 s \| \| \| 3.º \| Rodrigo Contreras \| NU Colombia \| + 12 s \| \| \| 4.º \| Juan Diego Alba \| NU Colombia \| + 54 s \| \| \| 5.º \| Sebastián Castaño \| Team Sistecrédito \| + 1 min 23 s \| \| \| 6.º \| José Misael Urián \| Team Sistecrédito \| + 1 min 26 s \| \| \| 7.º \| Yonathan Miguel Eugenio \| EBSA Empresa de Energía Boyacá \| + 1 min 31 s \| \| \| 8.º \| Yesid Pira \| Hino-One-La Red \| + 1 min 35 s \| \| \| 9.º \| Carlos Alberto Gutiérrez \| Movistar Best PC \| + 1 min 38 s \| \| \| 10.º \| Julian David Alarcón \| Fundecom-Tour & Nativa \| + 2 min 02 s \| \| |                          |                                |                 |
| |                          |                                |                 |
| Fuente: ProCyclingStats |                          |                                |                 |
| Clasificación de la etapa |                          |                                |                 |
| Ciclista | Ciclista                 | Equipo                         | Tiempo          |
| 1.º | Diego Camargo            | Team Medellín-EPM              | 6 h 13 min 51 s |
| 2.º | Yeison Reyes             | Orgullo Paisa                  | + 12 s          |
| 3.º | Rodrigo Contreras        | NU Colombia                    | + 12 s          |
| 4.º | Juan Diego Alba          | NU Colombia                    | + 54 s          |
| 5.º | Sebastián Castaño        | Team Sistecrédito              | + 1 min 23 s    |
| 6.º | José Misael Urián        | Team Sistecrédito              | + 1 min 26 s    |
| 7.º | Yonathan Miguel Eugenio  | EBSA Empresa de Energía Boyacá | + 1 min 31 s    |
| 8.º | Yesid Pira               | Hino-One-La Red                | + 1 min 35 s    |
| 9.º | Carlos Alberto Gutiérrez | Movistar Best PC               | + 1 min 38 s    |
| 10.º | Julian David Alarcón     | Fundecom-Tour & Nativa         | + 2 min 02 s    |

| \| Clasificación general \| Clasificación general \| Clasificación general \| Clasificación general \| Clasificación general \| \| Ciclista \| Ciclista \| Equipo \| Tiempo \| \| \| --------------------- \| ----------------------- \| ------------------------------ \| --------------------- \| --------------------- \| \| 1.º \| Rodrigo Contreras \| NU Colombia \| 32 h 11 min 51 s \| \| \| 2.º \| Diego Camargo \| Team Medellín-EPM \| + 46 s \| \| \| 3.º \| Yeison Reyes \| Orgullo Paisa \| + 1 min 48 s \| \| \| 4.º \| Yonathan Miguel Eugenio \| EBSA Empresa de Energía Boyacá \| + 2 min 43 s \| \| \| 5.º \| Sebastián Castaño \| Team Sistecrédito \| + 7 min 49 s \| \| \| 6.º \| Juan Diego Alba \| NU Colombia \| + 9 min 11 s \| \| \| 7.º \| Yesid Pira \| Hino-One-La Red \| + 11 min 37 s \| \| \| 8.º \| Robinson López \| GW Erco Shimano \| + 12 min 18 s \| \| \| 9.º \| Mauricio Zapata \| GW Erco Shimano \| + 14 min 35 s \| \| \| 10.º \| Julian David Alarcón \| Fundecom-Tour & Nativa \| + 15 min 27 s \| \| |                         |                                |                  |
| |                         |                                |                  |
| Fuente: ProCyclingStats |                         |                                |                  |
| Clasificación general |                         |                                |                  |
| Ciclista | Ciclista                | Equipo                         | Tiempo           |
| 1.º | Rodrigo Contreras       | NU Colombia                    | 32 h 11 min 51 s |
| 2.º | Diego Camargo           | Team Medellín-EPM              | + 46 s           |
| 3.º | Yeison Reyes            | Orgullo Paisa                  | + 1 min 48 s     |
| 4.º | Yonathan Miguel Eugenio | EBSA Empresa de Energía Boyacá | + 2 min 43 s     |
| 5.º | Sebastián Castaño       | Team Sistecrédito              | + 7 min 49 s     |
| 6.º | Juan Diego Alba         | NU Colombia                    | + 9 min 11 s     |
| 7.º | Yesid Pira              | Hino-One-La Red                | + 11 min 37 s    |
| 8.º | Robinson López          | GW Erco Shimano                | + 12 min 18 s    |
| 9.º | Mauricio Zapata         | GW Erco Shimano                | + 14 min 35 s    |
| 10.º | Julian David Alarcón    | Fundecom-Tour & Nativa         | + 15 min 27 s    |

### 10.ª etapa
| Sopó - Bogotá | etapa de media montaña | (139 km) |

| \| Clasificación de la etapa \| Clasificación de la etapa \| Clasificación de la etapa \| Clasificación de la etapa \| Clasificación de la etapa \| \| Ciclista \| Ciclista \| Equipo \| Tiempo \| \| \| ------------------------- \| ------------------------- \| -------------------------------- \| ------------------------- \| ------------------------- \| \| 1.º \| Edgar Pinzón \| GW Erco Shimano \| 3 h 11 min 48 s \| \| \| 2.º \| Yesid Pira \| Hino-One-La Red \| + 0 s \| \| \| 3.º \| Rodrigo Contreras \| NU Colombia \| + 0 s \| \| \| 4.º \| Diego Camargo \| Team Medellín-EPM \| + 3 s \| \| \| 5.º \| Jhonatan Restrepo \| Orgullo Paisa \| + 32 s \| \| \| 6.º \| Javier Jamaica \| NU Colombia \| + 32 s \| \| \| 7.º \| Juan Diego Alba \| NU Colombia \| + 46 s \| \| \| 8.º \| Daniel Carvajal \| Chía ciudad de la Luna-Strongman \| + 46 s \| \| \| 9.º \| José Misael Urián \| Team Sistecrédito \| + 46 s \| \| \| 10.º \| Alexander Gil \| Canel's-Java \| + 46 s \| \| |                   |                                  |                 |
| |                   |                                  |                 |
| Fuente: ProCyclingStats |                   |                                  |                 |
| Clasificación de la etapa |                   |                                  |                 |
| Ciclista | Ciclista          | Equipo                           | Tiempo          |
| 1.º | Edgar Pinzón      | GW Erco Shimano                  | 3 h 11 min 48 s |
| 2.º | Yesid Pira        | Hino-One-La Red                  | + 0 s           |
| 3.º | Rodrigo Contreras | NU Colombia                      | + 0 s           |
| 4.º | Diego Camargo     | Team Medellín-EPM                | + 3 s           |
| 5.º | Jhonatan Restrepo | Orgullo Paisa                    | + 32 s          |
| 6.º | Javier Jamaica    | NU Colombia                      | + 32 s          |
| 7.º | Juan Diego Alba   | NU Colombia                      | + 46 s          |
| 8.º | Daniel Carvajal   | Chía ciudad de la Luna-Strongman | + 46 s          |
| 9.º | José Misael Urián | Team Sistecrédito                | + 46 s          |
| 10.º | Alexander Gil     | Canel's-Java                     | + 46 s          |

## Clasificaciones finales
Las clasificaciones finalizaron de la siguiente forma:

### Clasificación general
| \| Clasificación general \| Clasificación general \| Clasificación general \| Clasificación general \| Clasificación general \| \| Ciclista \| Ciclista \| Equipo \| Tiempo \| \| \| --------------------- \| ----------------------- \| ------------------------------ \| --------------------- \| --------------------- \| \| 1.º \| Rodrigo Contreras \| NU Colombia \| 35 h 23 min 35 s \| \| \| 2.º \| Diego Camargo \| Team Medellín-EPM \| + 53 s \| \| \| 3.º \| Yeison Reyes \| Orgullo Paisa \| + 2 min 38 s \| \| \| 4.º \| Yonathan Miguel Eugenio \| EBSA Empresa de Energía Boyacá \| + 3 min 48 s \| \| \| 5.º \| Sebastián Castaño \| Team Sistecrédito \| + 9 min 15 s \| \| \| 6.º \| Juan Diego Alba \| NU Colombia \| + 10 min 01 s \| \| \| 7.º \| Yesid Pira \| Hino-One-La Red \| + 11 min 35 s \| \| \| 8.º \| Robinson López \| GW Erco Shimano \| + 13 min 23 s \| \| \| 9.º \| Mauricio Zapata \| GW Erco Shimano \| + 15 min 49 s \| \| \| 10.º \| Julian David Alarcón \| Fundecom-Tour & Nativa \| + 16 min 32 s \| \| |                         |                                |                  |
| |                         |                                |                  |
| Fuente: ProCyclingStats |                         |                                |                  |
| Clasificación general |                         |                                |                  |
| Ciclista | Ciclista                | Equipo                         | Tiempo           |
| 1.º | Rodrigo Contreras       | NU Colombia                    | 35 h 23 min 35 s |
| 2.º | Diego Camargo           | Team Medellín-EPM              | + 53 s           |
| 3.º | Yeison Reyes            | Orgullo Paisa                  | + 2 min 38 s     |
| 4.º | Yonathan Miguel Eugenio | EBSA Empresa de Energía Boyacá | + 3 min 48 s     |
| 5.º | Sebastián Castaño       | Team Sistecrédito              | + 9 min 15 s     |
| 6.º | Juan Diego Alba         | NU Colombia                    | + 10 min 01 s    |
| 7.º | Yesid Pira              | Hino-One-La Red                | + 11 min 35 s    |
| 8.º | Robinson López          | GW Erco Shimano                | + 13 min 23 s    |
| 9.º | Mauricio Zapata         | GW Erco Shimano                | + 15 min 49 s    |
| 10.º | Julian David Alarcón    | Fundecom-Tour & Nativa         | + 16 min 32 s    |

### Clasificación por puntos
| Clasificación por puntos | Clasificación por puntos | Clasificación por puntos | Clasificación por puntos | Clasificación por puntos |
| Ciclista                 | Ciclista                 | Equipo                   | Puntos                   |                          |
| ------------------------ | ------------------------ | ------------------------ | ------------------------ | ------------------------ |
| 1.º                      | Diego Camargo            | Team Medellín-EPM        | 66 pts                   |                          |
| 2.º                      | Rodrigo Contreras        | NU Colombia              | 56 pts                   |                          |
| 3.º                      | Yeison Reyes             | Orgullo Paisa            | 54 pts                   |                          |
| 4.º                      | Cristian Damián Vélez    | GW Erco Shimano          | 41 pts                   |                          |
| 5.º                      | Javier Jamaica           | NU Colombia              | 34 pts                   |                          |
| 6.º                      | Sebastián Castaño        | Team Sistecrédito        | 33 pts                   |                          |
| 7.º                      | Alejandro Osorio         | Orgullo Paisa            | 32 pts                   |                          |
| 8.º                      | Wilmar Paredes           | Team Medellín-EPM        | 30 pts                   |                          |
| 9.º                      | Edgar Pinzón             | GW Erco Shimano          | 27 pts                   |                          |
| 10.º                     | Yesid Pira               | Hino-One-La Red          | 27 pts                   |                          |

### Clasificación de la montaña
| Clasificación de la montaña | Clasificación de la montaña | Clasificación de la montaña    | Clasificación de la montaña | Clasificación de la montaña |
| Ciclista                    | Ciclista                    | Equipo                         | Puntos                      |                             |
| --------------------------- | --------------------------- | ------------------------------ | --------------------------- | --------------------------- |
| 1.º                         | Diego Camargo               | Team Medellín-EPM              | 47 pts                      |                             |
| 2.º                         | Yeison Reyes                | Orgullo Paisa                  | 41 pts                      |                             |
| 3.º                         | Rodrigo Contreras           | NU Colombia                    | 27 pts                      |                             |
| 4.º                         | Javier Jamaica              | NU Colombia                    | 23 pts                      |                             |
| 5.º                         | Sebastián Castaño           | Team Sistecrédito              | 18 pts                      |                             |
| 6.º                         | Óscar Fernández             | Team Medellín-EPM              | 16 pts                      |                             |
| 7.º                         | Luis Daniel Oses            | 7C-Economy-Lacoinex            | 14 pts                      |                             |
| 8.º                         | Yonathan Miguel Eugenio     | EBSA Empresa de Energía Boyacá | 14 pts                      |                             |
| 9.º                         | Edgar Pinzón                | GW Erco Shimano                | 11 pts                      |                             |
| 10.º                        | Róbigzon Oyola              | Team Medellín-EPM              | 10 pts                      |                             |

### Clasificación de las metas volantes
| Clasificación de las metas volantes | Clasificación de las metas volantes | Clasificación de las metas volantes          | Clasificación de las metas volantes | Clasificación de las metas volantes |
| Ciclista                            | Ciclista                            | Equipo                                       | Puntos                              |                                     |
| ----------------------------------- | ----------------------------------- | -------------------------------------------- | ----------------------------------- | ----------------------------------- |
| 1.º                                 | Cristian Damián Vélez               | GW Erco Shimano                              | 17 pts                              |                                     |
| 2.º                                 | Brayan Sánchez                      | Team Medellín-EPM                            | 14 pts                              |                                     |
| 3.º                                 | Luis Aguilar Méndez                 | 7C-Economy-Lacoinex                          | 10 pts                              |                                     |
| 4.º                                 | Leison Damián Maca                  | CRIC Nacional                                | 9 pts                               |                                     |
| 5.º                                 | Alejandro Ruiz                      | Alc. de Manizales-100% Huevos-Gob. de Caldas | 9 pts                               |                                     |
| 6.º                                 | Jhón Jiménez                        | 7C-Economy-Lacoinex                          | 8 pts                               |                                     |
| 7.º                                 | Jeferson Ruiz                       | GW Erco Shimano                              | 8 pts                               |                                     |
| 8.º                                 | Fabián Espinel                      | Boyacá es para Vivirla                       | 7 pts                               |                                     |
| 9.º                                 | Carlos Alberto Gutiérrez            | Movistar Best PC                             | 6 pts                               |                                     |
| 10.º                                | Edwin Patiño                        | Boyacá es para Vivirla                       | 5 pts                               |                                     |

### Clasificación de los jóvenes
| Clasificación del mejor joven | Clasificación del mejor joven | Clasificación del mejor joven                | Clasificación del mejor joven | Clasificación del mejor joven |
| Ciclista                      | Ciclista                      | Equipo                                       | Tiempo                        |                               |
| ----------------------------- | ----------------------------- | -------------------------------------------- | ----------------------------- | ----------------------------- |
| 1.º                           | Mauricio Zapata               | GW Erco Shimano                              | 35 h 39 min 24 s              |                               |
| 2.º                           | Robert Andrés Plazas          | EBSA Empresa de Energía Boyacá               | + 10 min 27 s                 |                               |
| 3.º                           | Daniel Carvajal               | Chía ciudad de la Luna-Strongman             | + 11 min 24 s                 |                               |
| 4.º                           | Edwar Rondón                  | CRIC Nacional                                | + 14 min 34 s                 |                               |
| 5.º                           | Luis Monteros                 | Movistar Best PC                             | + 27 min 50 s                 |                               |
| 6.º                           | Daniel Felipe Orjuela         | Tolima es Pasión - Alcaldía de Ipiales       | + 31 min 17 s                 |                               |
| 7.º                           | Samuel Arias                  | Alc. de Manizales-100% Huevos-Gob. de Caldas | + 31 min 29 s                 |                               |
| 8.º                           | Joseph Florez                 | Fundecom-Tour & Nativa                       | + 32 min 24 s                 |                               |
| 9.º                           | Juan Camilo Espitia           | Tolima es Pasión - Alcaldía de Ipiales       | + 34 min 38 s                 |                               |
| 10.º                          | Camilo Alfonso Álvarez        | Boyacá es para Vivirla                       | + 36 min 03 s                 |                               |

### Clasificación por equipos
| Clasificación por equipos | Clasificación por equipos                    | Clasificación por equipos | Clasificación por equipos |
| Equipo                    | Equipo                                       | Tiempo                    |                           |
| ------------------------- | -------------------------------------------- | ------------------------- | ------------------------- |
| 1.º                       | GW Erco Shimano                              | 106 h 30 min 42 s         |                           |
| 2.º                       | NU Colombia                                  | + 4 min 07 s              |                           |
| 3.º                       | Team Sistecrédito                            | + 16 min 54 s             |                           |
| 4.º                       | Hino-One-La Red                              | + 26 min 50 s             |                           |
| 5.º                       | Orgullo Paisa                                | + 30 min 20 s             |                           |
| 6.º                       | EBSA Empresa de Energía Boyacá               | + 39 min 27 s             |                           |
| 7.º                       | Team Medellín-EPM                            | + 41 min 41 s             |                           |
| 8.º                       | Movistar Best PC                             | + 51 min 17 s             |                           |
| 9.º                       | Canel's-Java                                 | + 1 h 25 min 24 s         |                           |
| 10.º                      | Alc. de Manizales-100% Huevos-Gob. de Caldas | + 1 h 28 min 21 s         |                           |

## Evolución de las clasificaciones
| Etapa                   |                         | Ganador           | Clasificación general | Puntos            | Montaña           | Metas volantes        | Jóvenes               | Combatividad          | Equipo _          |
| ----------------------- | ----------------------- | ----------------- | --------------------- | ----------------- | ----------------- | --------------------- | --------------------- | --------------------- | ----------------- |
| 1.ª etapa               | etapa escarpada         | Wilmar Paredes    | Wilmar Paredes        | Wilmar Paredes    | Alejandro Osorio  | Sebastian Calderón    | Cristian Damián Vélez | Wessel Lange          | Team Sistecrédito |
| 2.ª etapa               | etapa de media montaña  | Sebastián Castaño | Sebastián Castaño     | Sebastián Castaño | Sebastián Castaño | Sebastian Calderón    | Mauricio Zapata       | no otorgado           | NU Colombia       |
| 3.ª etapa               | contrarreloj individual | Rodrigo Contreras | Rodrigo Contreras     | Yeison Reyes      | Sebastián Castaño | Sebastian Calderón    | Mauricio Zapata       | Brayan Sánchez        | NU Colombia       |
| 4.ª etapa               | etapa escarpada         | Diego Camargo     | Rodrigo Contreras     | Diego Camargo     | Rodrigo Contreras | Sebastian Calderón    | Mauricio Zapata       | Cristian Damián Vélez | NU Colombia       |
| 5.ª etapa               | etapa de media montaña  | etapa cancelada   | Rodrigo Contreras     | Diego Camargo     | Rodrigo Contreras | Sebastian Calderón    | Mauricio Zapata       | no otorgado           | NU Colombia       |
| 6.ª etapa               | etapa de montaña        | Yeison Reyes      | Rodrigo Contreras     | Diego Camargo     | Yeison Reyes      | Cristian Damián Vélez | Mauricio Zapata       | Róbigzon Oyola        | NU Colombia       |
| 7.ª etapa               | etapa llana             | Wilmar Paredes    | Rodrigo Contreras     | Diego Camargo     | Yeison Reyes      | Cristian Damián Vélez | Mauricio Zapata       | Jhon Patiño Reyes     | GW Erco Shimano   |
| 8.ª etapa               | etapa de montaña        | Alejandro Osorio  | Rodrigo Contreras     | Diego Camargo     | Yeison Reyes      | Cristian Damián Vélez | Mauricio Zapata       | Juan Felipe Osorio    | GW Erco Shimano   |
| 9.ª etapa               | etapa de montaña        | Diego Camargo     | Rodrigo Contreras     | Diego Camargo     | Diego Camargo     | Cristian Damián Vélez | Mauricio Zapata       | Richard Huera         | GW Erco Shimano   |
| 10.ª etapa              | etapa de media montaña  | Edgar Pinzón      | Rodrigo Contreras     | Diego Camargo     | Diego Camargo     | Cristian Damián Vélez | Mauricio Zapata       | no otorgado           | GW Erco Shimano   |
| Clasificaciones finales | Clasificaciones finales |                   | Rodrigo Contreras     | Diego Camargo     | Diego Camargo     | Cristian Damián Vélez | Mauricio Zapata       | Edwar Rondón          | GW Erco Shimano   |